# Euro TV
Euro TV è stata una syndication italiana a copertura nazionale, diffusa tramite televisioni locali associate tra il 1982 e il 1987. Dopo la chiusura, alcune emittenti del circuito diedero vita alla nuova syndication Odeon TV (dal 2014 rinominata Odeon 24) che ne è la diretta erede (iniziò le trasmissioni il giorno successivo la fine di quelle di Euro TV) ed altre al circuito concorrente Italia 7, che iniziò a trasmettere un mese dopo.

## Storia
Euro TV nasce il 10 marzo 1982 per iniziativa di Gianni Ferrauto, ex amministratore delegato de il Giornale nonché già gestore del circuito TV Port, e Calisto Tanzi, all'epoca presidente del gruppo Parmalat, nonché già gestore del circuito Jolly. Il marchio era di proprietà delle concessionarie di pubblicità STP e RadioVideo tramite la società STP-RV.
Nata emulando le syndication dei network statunitensi, comprendeva 18 emittenti locali che simultaneamente trasmettevano per sei ore al giorno programmi identici nella fascia oraria pomeridiana e serale, con rubriche di approfondimento, eventi sportivi e film, e per il resto del palinsesto rimanevano indipendenti nella loro linea editoriale a seconda delle proprie esigenze territoriali.
Il discreto successo dell'emittente, dovuto anche all'acquisizione di parte del magazzino di film e telefilm di Rete 4 come risarcimento per un accordo non rispettato dalla Mondadori, all'epoca proprietaria di quest'ultima, la fa assurgere a network "locale" leader nelle battaglie per la regolamentazione giuridica del settore, al punto tale da affermare in un comunicato stampa: «la necessità e l'urgenza di un preciso intervento legislativo in grado di colmare il vuoto privilegiando le forme associative tra le televisioni locali e consentendo a ciascuno di conoscere quanto gli è permesso e quanto gli è vietato».
Nel corso del 1986, mentre si inizia a parlare di una legge di regolamentazione del settore televisivo, Ferrauto e Tanzi iniziano a investire sull'interconnessione tra le reti aderenti al circuito, nell'ottica di creare un telegiornale: nel corso di tale periodo nascono già 14 notiziari locali, uno per ogni emittente affiliata, sui quali avrebbe dovuto poggiarsi il futuro telegiornale nazionale.
L'esperienza di Euro TV finisce il 5 settembre 1987, in concomitanza dell'inaugurazione, il giorno dopo, del nuovo circuito Odeon, fondato assieme al Gruppo Acqua Marcia. In seguito a diverse vicende societarie, però, parte delle emittenti del circuito Euro TV decide di consorziarsi nel nuovo circuito Italia 7, di proprietà di Fininvest.
Dopo la chiusura, il marchio rimasto inutilizzato di Euro TV viene acquistato insieme a quello del circuito Supersix dalla società RE.T.E. - Reti Televisive Europee, che nel 2008 viene a sua volta acquisita dal gruppo Sitcom. Il 10 giugno 2021 il marchio Euro TV, nel frattempo rilevato da un nuovo editore insieme a Supersix, torna in onda come canale autonomo visibile su digitale terrestre solo tramite HbbTV veicolata su tre canali (dal 2024 sul solo canale 833), nonché in streaming sul proprio sito e sull'applicazione apposita. La programmazione, di tipo vintage, include principalmente film, repliche di serie televisive e programmi musicali.

## Programmi
I programmi più importanti:
- Eurocalcio (tra i primi magazine sul calcio dell'emittenza privata nazionale, condotto da Elio Corno, Gino Menicucci e Sandro Mazzola) regia di Luca Albano
- La macchina della verità (grandi casi di cronaca trattati con l'ausilio dello strumento che dava il titolo alla trasmissione) regia di Donatella Iervolino
- Mangia la foglia (un ciclo televisivo sui temi del consumo e dell'utenza) regia di Emanuela Petroni
- Obiettivo salute (un ciclo dedicato alla medicina e alla sua divulgazione) regia di Emanuele Caruso
- Rombo TV (una rubrica sul mondo dei motori che faceva da contraltare a Telesprint) regia di Elena Marianetti
- La buona tavola (rubrica di alimentazione e salute) con la conduzione di Livia Azzariti e Gianna Colletti.
- Il Leonardo (rubrica di divulgazione scientifica).
- Ter Tv (la tv dedicata al settore terziario).

Un ampio spazio fu dato ai programmi storici, anche utilizzando il materiale dei cinegiornali del Ventennio fascista. Largo spazio venne dato anche alla programmazione cinematografica (solo nel 1983 furono trasmessi 136 film) con appuntamenti di genere a scadenze ben precise: il martedì la commedia, il mercoledì il film di cassetta, il giovedì la produzione italiana e il venerdì il film d'azione. Notevole successo ottenne la programmazione di cartoni animati all'interno delle fasce La tribù dei ragazzi e Tivulandia: diverse serie erano in prima TV per l'Italia e molte divennero poi oggetto di culto, fra cui L'Uomo Tigre, Lupin III, Lamù, Gigi la trottola, Yattaman, I predatori del tempo, Ransie la strega, Nino, il mio amico ninja, Carletto il principe dei mostri, Voltron e Transformers. A completare il quadro del palinsesto telefilm (Misfits e Half Nelson con Dean Martin), lo sport con gli incontri di wrestling, all'epoca comunemente conosciuto come "catch", commentati da Tony Fusaro, e telenovelas ispanoamericane come Anche i ricchi piangono, Carmin, Pagine della vita e Illusione d'amore. Anche Beppe Grillo lavorò su Euro Tv conducendo Il Grillo parlante, con la regia di Cino Tortorella, mentre nel 1985 Diego Abatantuono fu protagonista di Diego 100%, una delle primissime situation comedy italiane.

## Emittenti affiliate
- Valle d'Aosta e Piemonte
  - GRP Televisione
  - Telestudio Torino
  - Telecity
- Lombardia
  - Telecity
  - Telenova
  - Antennatre
- Liguria
  - Telecity
  - TN4 Telenord
- Veneto, Friuli Venezia Giulia e Trentino-Alto Adige
  - Tele Padova
  - Radio Teledolomiti
  - Radio Tele Trentino Regionale
  - TVA Televisione delle Alpi
  - Rta Radio Tele Antenna Trieste
- Emilia-Romagna
  - Euro Parma Tv
  - Telesanterno
  - Detra
  - Tele Rubicone
  - Tele Ducato
  - Tele Centro
- Toscana e Umbria
  - RTV 38
  - Telegranducato
- Marche
  - I.T.V. Urbino
  - TVA Telecentro
- Lazio
  - Tele Frosinone
  - TVR Voxson
- Abruzzo e Molise
  - TVQ
  - Telemax
- Campania
  - Napoli Canale 21
  - Telesorrento
  - RTC Telecaserta 59
  - Telecolore Salerno
  - Telecapri
- Puglia e Basilicata
  - Telenorba
- Calabria
  - Quarto Canale
  - Videosera
  - Telespazio TV
- Sicilia
  - RTP Radio Televisione Peloritana
  - Telesicilia
  - Teletna
  - Telecolor
  - TGS Tele Giornale di Sicilia
  - Cts tv
  - Erretiemme (oggi TeleVallo)
- Sardegna
  - Bibisi
  - Tele Costa Smeralda
  - Videolina